# مغزرة ألبية
مغزرة ألبية (الاسم العلمي: Polygala alpina) هي نوع نباتي يتبع جنس المغزرة من فصيلة المغزرية.